# Рівас-Васіамадрид
Рівас-Васіамадрид (ісп. Rivas-Vaciamadrid) — муніципалітет в Іспанії, у складі автономної спільноти Мадрид. Населення — 70 840 осіб (2010).
Муніципалітет розташований на відстані близько 17 км на південний схід від Мадрида.
На території муніципалітету розташовані такі населені пункти: (дані про населення за 2010 рік)
- Каса-Еулохіо: 22 особи
- Ель-Негралехо: 0 осіб
- Ель-П'юль: 7 осіб
- Ель-Поркаль: 2 особи
- Рівас-де-Харама: 5 осіб
- Рівас-Васіамадрид: 12138 осіб
- Васіамадрид: 0 осіб
- Каньяда-Реаль-де-ла-Галіана: 909 осіб
- Лас-Коронас: 0 осіб
- Ла-Партіха-Санта-Моніка: 57757 осіб

## Демографія
Динаміка населення (INE ):

## Галерея зображень

Розташування муніципалітету у автономній спільноті Мадрид
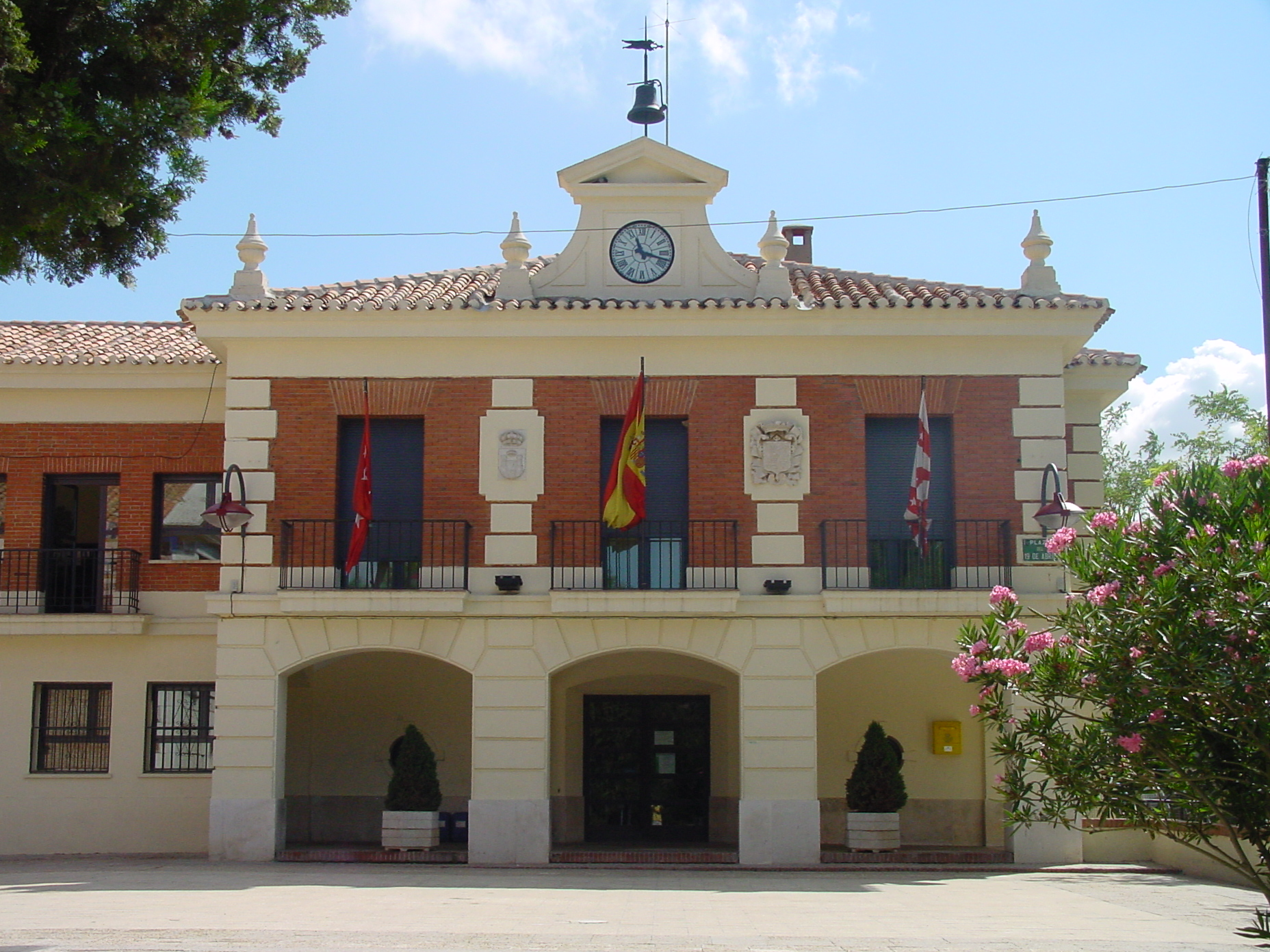
Ратуша